# José de Segovia
Pour les articles homonymes, voir Segovia (homonymie) et Botella.
de Segovia  Botella est un nom espagnol. Le premier nom de famille, en général paternel, est de Segovia ; le second, en général maternel, souvent omis, est Botella.
José Antonio de Segovia Botella, né le 23 octobre 1982 à Las Navas del Marqués, est un coureur cycliste espagnol, professionnel.

## Biographie
Vainqueur jusqu'alors de courses régionales, il se révèle en remportant la première étape du Tour d'Estrémadure en 2009. Dès lors, il réussit à conserver sa place de leader pour remporter cette 24e édition. Il rejoint l'équipe Xacobeo Galicia en 2010.

## Palmarès
- 2008
  - 4e étape du Tour de Zamora
  - 3e étape du Tour de Tenerife
  - 3e du Tour de Zamora
- 2009
  - Tour d'Estrémadure :
    - Classement général
    - 1re étape

  - Grand Prix de la ville de Vigo
  - 3e du Trophée Iberdrola
  - 3e du Trofeo Ayuntamiento de Zamora
- 2011
  - 1re étape du Tour d'Estrémadure
  - 1re étape du Tour d'Ávila
  - Classement général du Tour de Salamanque
  - 2e du Tour d'Ávila
  - 3e du championnat d'Espagne du contre-la-monte amateurs
  - 3e du Grand Prix de la ville de Vigo
- 2012
  - 3e étape du Tour des comarques de Lugo
  - 2e étape du Tour d'Ávila
  - 2e du Tour des comarques de Lugo
  - 3e du Trophée Iberdrola
  - 3e du Tour d'Ávila
  - 3e du Grand Prix de la ville de Vigo II
- 2013
  -  Champion d'Espagne du contre-la-montre amateurs
  - Tour de La Corogne :
    - Classement général
    - 2e étape

  - 1re étape du Tour de Zamora
  - 2e étape du Tour de León
  - Tour d'Ávila :
    - Classement général
    - 1re étape

  - 3e étape du Tour de la province de Valence
  - 3e étape du Tour de Galice
  - 2e du Tour de Castellón
  - 3e du Tour de Galice
- 2014
  -  Champion d'Espagne du contre-la-montre amateurs
  - Mémorial Manuel Sanroma :
    - Classement général
    - 2e et 3e étapes

  - 1re étape du Tour des comarques de Lugo
  - Tour de La Corogne :
    - Classement général
    - 1re et 2e étapes

  - Tour de Zamora :
    - Classement général
    - 2e étape

  - Classement général du Tour d'Ávila
  - 2e étape du Tour de Galice
  - 2e du Trophée Iberdrola
  - 2e du Tour de Galice

## Classements mondiaux
| Année            | 2009 | 2010   | 2011   | 2012 | 2013 | 2014 | 2015   | 2016   |
| ---------------- | ---- | ------ | ------ | ---- | ---- | ---- | ------ | ------ |
| UCI America Tour |      | 306e   |        |      |      |      |        |        |
| UCI Europe Tour  | 217e | 1 111e | 1 222e |      | 646e |      | 1 072e | 1 358e |